# Distretto di Mae Chan
Il distretto di Mae Chan (in thailandese: แม่จัน) è un distretto (amphoe) della Thailandia, situato nella provincia di Chiang Rai.